# Музыка фейерверка

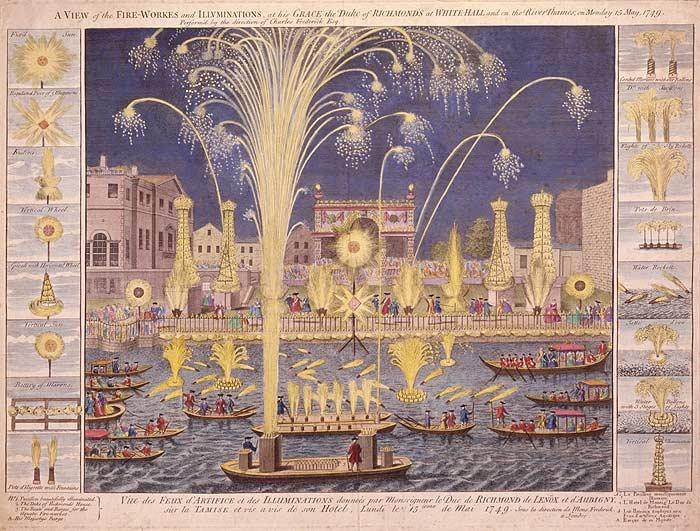
Фейерверк на Темзе

«Му́зыка фейерве́рка», или «Музыка для королевского фейерверка» (англ. Fireworks Music, англ. Music for the Royal Fireworks, HWV 351) — сюита Георга Фридриха Генделя.

## Создание и первые представления
Сюита была создана Генделем в 1749 г. по заказу короля Георга II для праздника по случаю заключения Ахенского мира в войне за Австрийское наследство.
Торжество с фейерверком готовилось для знати, дипломатов и приглашённых гостей, но было решено провести генеральную репетицию без фейерверка, на которой музыку мог послушать народ.
О месте репетиции (состоится она в лондонском Грин-парке или в Воксхолл-гарденз) Гендель долго препирался с устроителями праздника.
Ещё бо́льшие споры вызвало стремление Генделя использовать в сюите струнные инструменты, в то время как король желал, чтобы играла только «военная музыка», то есть оркестр, состоящий из деревянных и медных духовых и литавр (оркестр должен был состоять из 16 гобоев, 15 фаготов, 20 валторн, 40 труб, 1 контрафагота, 8 пар литавр, 12 барабанов).
Возникли трудности и с назначением даты генеральной репетиции, поскольку её хотел посетить герцог Камберлендский и потребовалось выбрать удобное для него время.
Генеральная репетиция состоялась 21 апреля 1749 г., в пятницу, в 11 часов утра. Входная плата составила два с половиной шиллинга.
Сообщалось, что в репетиции участвовали 100 музыкантов, а слушателей собралось 12 тысяч.
Конные экипажи и пешеходы, спешащие на представление, создали огромную пробку, и даже возникла драка.
Основное торжество прошло 27 апреля 1749 г. в Грин-парке в Лондоне. Музыка Генделя сопровождала грандиозный праздничный фейерверк. Режиссёром зрелища был известный архитектор и театральный декоратор Дж. Сервандони.
Для музыкантов он возвёл громадное, напоминающее дорический храм деревянное здание высотой около 30 м и длиной около 117 м.
После того как прозвучала музыка Генделя, дали знак к началу фейерверка. Был произведён салют из 101 медной пушки. Фейерверк оказался менее удачным, чем музыка. Построенное здание загорелось, когда на него упал барельеф Георга II. К счастью, никто не пострадал.
«Музыка фейерверка» была исполнена также на состоявшемся 27 мая 1749 г. благотворительном концерте в пользу лондонского Приюта (Foundling Hospital).
Приют, основанный за десять лет до этого капитаном Томасом Корэмом и первоначально носивший название «Прибежище, служащее для обеспечения и воспитания брошенных и выгнанных детей», как раз в это время строил капеллу, и доходы от концерта частично покрыли расходы на строительство.

## Музыка
Существуют три различных варианта «Музыки фейерверка».
Первый — эскиз, состоящий из двух независимых фрагментов увертюры (в тональностях фа мажор и ре мажор).
Второй вариант близок к прозвучавшему во время показательного исполнения на открытом воздухе, а в третьем варианте наряду с духовыми инструментами и литаврами используются струнный оркестр и бассо континуо (тональность двух последних вариантов — ре мажор).
«Музыка фейерверка» состоит из пяти номеров:
1. Ouverture: Allegro
2. Bourrée
3. La paix: Largo alla siciliana
4. La réjouissance: Allegro
5. Menuet I/II

Увертюра принадлежит к числу французских увертюр.
Третья часть в характере сицилианы называется «Мир», она должна была выражать благословенный покой мира, а аллегро «Радость» с яркими партиями труб — ликование по поводу заключения мирного договора.
Части должны были сопровождать определённые зрелищные эффекты, бурре и оба менуэта (в тональностях ре минор и ре мажор) повторялись, как того требовала программа фейерверка.
На торжестве каждую из трёх партий труб играли три музыканта, таким же образом обстояло дело и с тремя партиями валторн.
Партию первого гобоя играли двенадцать, второго — восемь, а третьего — четыре исполнителя; партию первого фагота исполняли восемь, а второго — четыре музыканта. Дополняли оркестр литавры.
Вероятно, на празднестве играла только «военная музыка», но на благотворительном концерте использовались и струнные инструменты, а духовых было гораздо меньше.
В таком составе «Музыка фейерверка» исполняется и сейчас.
Сохранилась рукопись только того варианта «Музыки фейерверка», который исполнялся на благотворительном концерте.
В ней к контрафаготу добавлен серпент для удвоения партии баса.
Однако в какой-то момент Гендель перечёркивает этот инструмент.
Неизвестно, участвовал ли серпент в представлении в Грин-парке.

## Разное
Фрагменты «Музыки фейерверка» были использованы в фильмах «Безумие короля Георга», «Ватель», «Герцогиня». Так же музыка была использовалась для открытия концертов группы Rammstein в стадионном туре 2019 года.